# Cabriolet
|                        |          |
| País                   | França   |
| Data de criação        | séc. XIX |
| Carruagens semelhantes | não tem  |

Cabriolet (ou Cabriolé) - pronuncia-se cabriolê - é um termo utilizado para designar um tipo de carruagem, e, como é comum na indústria automobilística, um tipo de carroceria automotiva baseada no conceito da carruagem. A palavra deriva de um verbo francês para saltar (cabrioler), inspirado provavelmente no fato da carruagem original não possuir portas. A palavra cab, que serve para designar táxi em inglês, é uma abreviatura de Cabriolet. Isto deve-se ao facto de Joseph Hansom ter adaptado o cabriolé, acrescentando-lhe uma pequena cadeira mais alta para o condutor e ao qual chamou Hansom cab.

## Carruagem
Um cabriolé (do francês Cabriolet) é uma carruagem leve de duas rodas, puxada por um animal, normalmente um cavalo. Pode acolher dois passageiros que ficam virados para a frente. O condutor/cocheiro fica por trás da carruagem, num apoio próprio, de onde pode facilmente manobrar o cabriolé. Foi criado no início do século XIX em França. Substituiu rapidamente os hackney que circulavam em grande abundância na cidade de Londres como carruagem de aluguel.

## Automóvel
Como é comum na indústria automotiva, as carruagens cabriolet logo inspiraram um tipo de carroceria equivalente (conversível) nos carros. Atualmente o termo designa vários tipos de conversíveis, mas é mais aplicado a veículos derivados de coupés, com dois ou quatro lugares e com santantônio.